# Лазар Бранкович
Лазар Бранкович (серб. Лазар Бранковић; бл. 1417/1427 —  20 лютого 1458) — деспот Сербії у 1456—1458 роках.

## Життєпис
Походив з династії Бранковичів. Був молодшим сином Джураджа Бранковича, деспота Сербії. Його старші брати 1441 року були засліплені за наказом османського султана Мурада II, а тому саме Лазар розглядався батьком як спадкоємець. У 1446 році Лазар пошлюбив представницю візантійської династії Палеологів. Того ж року отримав титул деспота і був оголошений співправителем батька.
Лазар став одноосібним правителем Сербії після смерті батька наприкінці 1456 року. Вважаючи нездатною свою державу протидіяти Османській імперії, в січні 1457 року уклав з мир з султаном Мурадом II. За умовами миру османи повертали Лазарю більшість батьківських земель і обіцяли не нападати на Сербію, а він, у свою чергу, повинен був платити данину.
Забезпечивши себе від турків, деспот відновив боротьбу з Угорщиною за прикордонні землі та зумів захопити місто Ковін на протилежному березі Дунаю, скориставшись конфліктом короля Ладислава з впливовим родом Гуняді.
Втім Мурад II не відмовився від ідеї захоплення Сербії. Наприкінці 1457 року Лазар дізнався, що біля південних кордонів Сербії зосереджується велике османське військо. Він почав перемовини з Ладіславом Посмертним, королем Угорщини, але в їх розпал несподівано помер. Оскільки синів у нього не було, у Сербській деспотовині почалася боротьба за владу між Михайлом Ангеловичем і Стефаном Бранковичем.

## Родина
Дружина — Олена, донька Фоми Палеолога, деспота Мореї.
Діти:
- Олена, дружина Стефана Томашевича, короля Боснії
- Ірина, дружина Гьйона II Кастріоті, володаря Круї
- Міліца, дружина Леонардо III Токко, деспота Епіру